# The Sunshine Trail
Pour plus de détails, voir Fiche technique et Distribution.
The Sunshine Trail est une comédie américaine de 1923 réalisée par James W. Horne et écrite par Bradley King. Le film met en vedette Douglas MacLean, Edith Roberts, Muriel Frances Dana, Rex Cherryman, Josie Sedgwick et Al Hart. Le film est sorti en 1923, distribué par Associated First National Pictures

## Fiche technique
- Réalisation : James W. Horne
- Date de sortie : 23 avril 1923

## Distribution
- Douglas MacLean : James Henry McTavish
- Edith Roberts : June Carpenter
- Muriel Frances Dana : Algernon Aloysius Fitzmaurice Bangs
- Rex Cherryman : Willis Duckworth
- Josie Sedgwick : Woman Crook
- Al Hart : Col. Duckworth
- Barney Furey
- William Courtright